# Bailleul (Nord)
Bailleul település Franciaországban, Nord megyében. Lakosainak száma 14 734 fő (2022. január 1.). Bailleul Saint-Jans-Cappel, Steenwerck, Vieux-Berquin, Le Doulieu, Merris, Méteren és Nieppe községekkel határos.

## Népesség
A település népességének változása:
| Lakosok száma | 14 389 | 14 337 | 14 725 | 14 769 | 15 019 | 15 163 | 15 026 | 14 869 | 14 734 |
|               | 2013   | 2015   | 2016   | 2017   | 2018   | 2019   | 2020   | 2021   | 2022   |